# 曹勇 (武警少将)
曹勇（1961年4月—），男，汉族，山东菏泽人。中国人民武装警察部队少将警衔。研究生学历。

## 生平
曾任武警某师师长。2015年7月，接替杨海任武警福建省总队司令员。2016年7月，晋升武警少将警衔。
2016年1月8日，福建省第十二届人大常委会第二十次会议补选为第十二届全国人民代表大会代表。